# Universidad Adolfo Ibáñez

Universidad Adolfo Ibáñez este o universitate privată fondată în anul 1988 în Chile.  